# Vytautas Grušauskas
Vytautas Grušauskas (* 1952 in Russland) ist ein litauischer Politiker, ehemaliger Vizeminister für Landwirtschaft Litauens und Bürgermeister der Rajongemeinde Ukmergė.

## Leben
Nach dem Abitur an der Mittelschule absolvierte Vytautas Grušauskas 1975 das Diplomstudium Elektrifizierung der Landwirtschaft an der LŽŪA in Kaunas und 1979 sein Diplomstudium als Lehrer der Technologien am Goriatschkin-Institut  in Moskau, Russland. Dann arbeitete als Beamter und war von 1992 bis 2002 Mitglied im Rat von Ukmergė, 1997 Bürgermeister. Von 2000 bis 2001 war Vytautas Grušauskas stellvertretender Landwirtschaftsminister Litauens. Er wurde vom Agrarminister Kęstutis Kristinaitis ernannt.
Er ist verheiratet und hat zwei Kinder. Er war Mitglied von Politinių kalinių ir tremtinių sąjunga (TS-LKD).